# 八虎力河
八虎力河，位于中华人民共和国黑龙江省桦南县中部的一条河流，是倭肯河右岸支流，河名源自满语“豌豆”（转写：bohori）。发源于桦南县东部桦南林业局永清林场七道沟东北完达山阿尔哈山，蜿蜒向西流经驼腰子镇、县城桦南镇北郊，横贯桦南县中部地区，于梨树乡清河村西汇入倭肯河。河流全长110千米，流域面积1800平方千米，河道平均比降4.1‰，年均径流量2.41亿立方米。上流经崇山峻岭，河谷狭窄，水流湍急，沿岸多为天然次生林；中下游两岸土质肥沃，气候温和，种植大豆、玉米、水稻等，是黑龙江省商品粮基地和农副产品出口基地。